# Kurt List
Kurt List (* 3. Februar 1954 in Altneudörfl) ist ein österreichischer Politiker (BZÖ, früher FPÖ) sowie Kompaniekommandant. List war von 2008 bis 2013 Abgeordneter zum österreichischen Nationalrat.

## Ausbildung und Beruf
List besuchte von 1960 bis 1964 die Volksschule in Bad Radkersburg und im Anschluss das Bundesrealgymnasium und Bundesgymnasium in Graz. 1971 wechselte er an das musisch-pädagogische BRG in Bad Radkersburg, das er 1973 mit der Matura abschloss. List leistete von 1973 bis 1974 seinen Präsenzdienst ab und besuchte zwischen 1975 und 1978 die Theresianischen Militärakademie in Wiener Neustadt, wo er als Leutnant der Fliegertruppe ausgemustert wurde. List übernahm in der Folge von 1978 bis 1982 verschiedene Stabsfunktionen an der Fliegerschule in Zeltweg und wurde 1982 zum Fliegerhorst Nittner Graz Thalerhof versetzt. List ist Kommandant der Fliegerhorstkompanie und seit 1998 im Rang eines Oberstleutnants. Der Militärflugplatz Graz-Thalerhof wurde 2013 geschlossen. 

## Politik
List war von 1990 bis 2000 Mitglied des Gemeinderates von Feldkirchen bei Graz und war zwischen 1996 und 2005 Abgeordneter zum Steiermärkischen Landtag für die FPÖ. 2005 wechselte er im Zuge der Parteispaltung der FPÖ zum BZÖ. Bei der Nationalratswahl 2008 wurde er über den Landeswahlkreis Steiermark in den Nationalrat gewählt und am 28. Oktober 2008 als Abgeordneter angelobt. Er schied 2013 aus. 

## Auszeichnungen
- Silbernes Ehrenzeichen für Verdienste um die Republik Österreich
- Goldenes Ehrenzeichen des Landes Steiermark 2007
- Bundesheerdienstzeichen 1., 2., 3. Klasse
- Ehrenmedaille auf der Grundschule Waiblingen
- Dr. Jörg Haider Medaille der Jörg Haider Gesellschaft 2010[1]